# Visperterminen
Visperterminen (walsertyska: Vischpertäärbinù/Tärbinu/Täärbinù) är en ort och kommun i distriktet Visp i kantonen Valais, Schweiz. Kommunen har 1 324 invånare (2023).